# Claudia Grigorescu
Claudia Grigorescu, född den 6 januari 1968 i Bukarest, Rumänien, är en rumänsk fäktare som ingick i det rumänska lag som tog OS-brons i damernas lagtävling i florett i samband med de olympiska fäktningstävlingarna 1992 i Barcelona.